# Gris Nevada

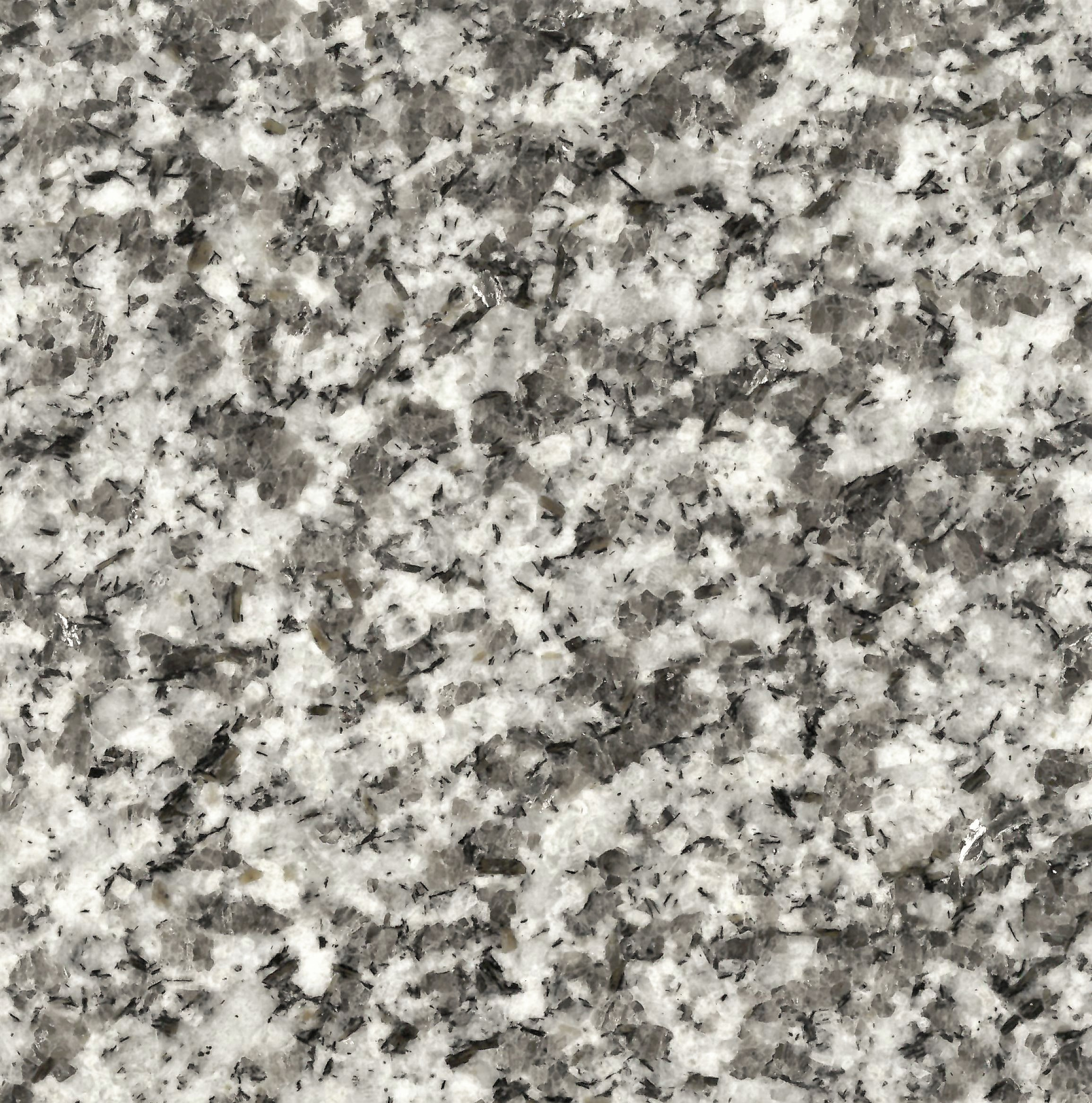
Gris-Nevada-Granit, poliert

Gris Nevada (span. gris=grau) ist ein Granit aus der spanischen Provinz Lugo. Dieser Granit wird in einem Steinbruch nahe der Stadt Guitiriz abgebaut und entstand im Präkambium vor etwa 900 Millionen Jahren.

## Entstehung
Das Gestein entstand aus ein in den oberen Bereich der Erdkruste intrudierendes Magma, dass als Pluton unter der Erdoberfläche durch Abkühlung erstarrte, wobei aus der Schmelze dieser Granit auskristallisierte.

## Gesteinsbeschreibung
Gris Nevada ist ein grauer, mittelkörniger Zweiglimmer-Monzogranit, der die zwei Glimmerarten Biotit und Muskovit enthält. Dadurch entstehen silbrig glänzende Lichtreflexe. Variationen in Farbe und Textur kommen nur selten vor. Weiße Adern im Gestein bestehen aus Feldspat und treten nur selten auf. Gris Nevada gilt als frostsicher.
Dieser Granit wird seit den frühen 1950er Jahren in mittel- bis großdimensionierten Blöcken nahezu ganzjährig abgebaut.

## Verwendung
Gris Nevada wird erst seit den 1980er Jahren in nennenswertem Umfang aus Spanien exportiert. Heute wird dieser Granit hauptsächlich im Hausbau für Bodenbeläge sowie für Treppenstufen und Fensterbänke im Innen- und Außenbereich verwendet.
Da sich Granite aufgrund des Quarzgehaltes durch Oberflächenerhitzung aufrauen lassen (durch Beflammen), ist auch auf diese Weise die Herstellung einer rutschhemmenden Oberfläche für den Außenbereich bei diesem Gestein möglich.